# HMS Queen Elizabeth (R08)
HMS Queen Elizabeth — авианосец КВМФ Великобритании, головной из серии типа «Королева Елизавета».
Введён в эксплуатацию в декабре 2017 года, а достижение боевой готовности на 2020 год.
Корабль данного типа, в отличие от большинства крупных авианосцев, не оснащён катапультами и тормозными тросами и рассчитан на использование самолётов укороченного взлёта и вертикальной посадки (V/STOL). Авиакрыло, базирующееся на корабле, будет состоять из истребителей-бомбардировщиков F-35B и вертолётов Merlin для ДРЛО и ПЛО. Конструкция корабля подчёркивает его гибкость и обеспечивает размещение до 250 морских пехотинцев (Royal Marines) и возможность их поддержки боевыми и транспортными вертолётами размерами до вертолёта «Чинук» и, возможно, большими.
Является вторым кораблём КВМС, носящим имя Queen Elizabeth, и будет базироваться в Портсмуте.
Первым командиром корабля будет коммодор Джерри Кид, в прошлом капитан HMS Ark Royal и HMS Illustrious.

## Проектирование и постройка
25 июля 2007 секретарь обороны Дэс Браун объявил о заказе двух новых авианосцев. В момент одобрения заказа ожидалось, что первый авианосец войдёт в строй в июле 2015 и общие расходы на два корабля в размере 4085 млн фунтов. Финансовый кризис привёл к решению о замедлении строительства, что привело к удорожанию проекта.
Строительство корабля началось в 2009 году. Строительство началось в Росайте, Ферт-оф-Форт, из девяти блоков, построенных на шести верфях Великобритании:
BAE Systems Surface Ships в Глазго,
Babcock в Эпплдоре,
Babcock в Росайте,
A&P Tyne в Хеббурне,
BAE в Портсмуте и
Cammell Laird в Биркенхеде.
Два из нижних основных блоков общим весом 6000 тонн, составляющих основу корабля, были собраны и соединены в одно целое 30 июня 2011.
К сентябрю 2013 года «Королева Елизавета» был готов на 80 %.
4 июля 2014 года королева Елизавета II приняла участие в церемонии крещения корабля. Авианосец получил имя в честь Елизаветы I Тюдор, и унаследовал герб предшественника — линейного корабля «Куин Элизабет», с красно-белой розой Тюдоров в центре. В церемонии крещения использовалось не шампанское, а бутылка шотландского виски.
Корабль покинул сухой док утром 17 июля 2014 года.
Достройка и ввод в строй

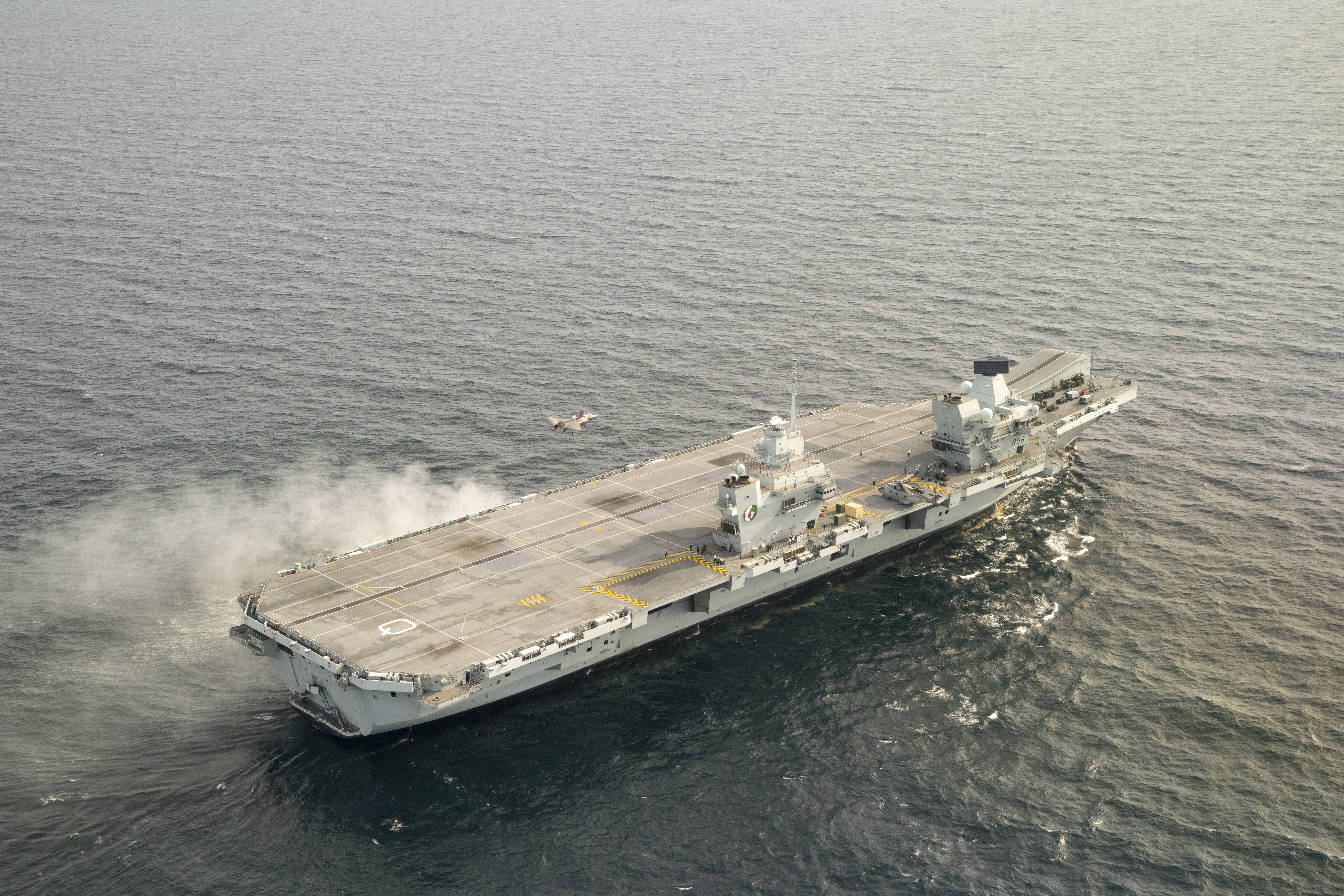
На испытаниях F-35B у берегов США, 1 ноября 2018

Корабль вышел в море на ходовые испытания 26 июня 2017 года.
7 декабря 2017 года королева Елизавета II провела торжественную церемонию передачи корабля ВМФ Великобритании.

## История эксплуатации
3 февраля 2024 года стало известно, что судно не сможет возглавить учения «Steadfast Defender 2024» — крупнейшие учения НАТО со времен холодной войны. Во время окончательных проверок была обнаружена проблема с муфтой гребного винта правого борта.
9 марта 2024 года на борту авианосца, находившегося в шотландском порту Гленмаллан для разгрузки боеприпасов, вспыхнул пожар.

## Авиакрыло
Предполагается постоянное базирование двенадцати F-35B (в боевой обстановке — до 24-х F-35B) и четырнадцати вертолётов. Последние могут быть соединением из девяти Merlin HM2 и пяти Merlin Crowsnest (ДРЛО) для защиты на море; как вариант, литоральное соединение может состоять из различного числа «Чинук», «Апач», Merlin HC4 и Wildcat HM2.
На сентябрь 2013 г. планировалось до шести посадочных площадок, но допускалось устройство до 10 площадок для одновременной работы до 10 средних вертолётов, позволяющих поднять до 250 пехотинцев одновременно.
Ангары позволяют размещать «Чинук» (без складывания лопастей) и V-22 Osprey.